# Марабунта
«Марабунта» (англ. Legion of Fire: Killer Ants! — Легіон вогню: мурахи вбивці; також відомий як Marabunta) — американський фільм жахів режисера Джорджа Манассе.
Події стрічки розгортаються на околиці невеликого містечка Берлі-Пайнс на Алясці, якому загрожують неочікувані там «вогняні мурахи» — марабунта.

## Сюжет
Біля містечка Берлі-Пайнс на Алясці двоє молодих людей загадково гинуть, коли невідома сила затягує їх під землю. Згодом ентомолог Джим Конрад відвідує Берлі-Пайнс на Алясці, щоб порибалити з другом Бобом. Під час прогулянки вони виявляють скелет лося. Але невдовзі зустрічають мисливців, які кажуть, що застрелили лося лише дві години тому. Потім друзі знаходять власника місцевої крамниці з'їденим до кісток. Джим знаходить на рештках чоловіка голову марабунти, південноамериканської мурахи, відомої тим, що полює періодично, вбиваючи все на своєму шляху. Він знайомиться зі шкільною вчителькою Лорою, що бажає допомогти йому. Розпитавши начальника поліції Джеффа Кроя та його колег, Джим з’ясовує, що мурахи могли потрапити в цю місцевість з колодами, які віз затонулий кілька років тому корабель. Лора підказує, що мурахи зимували в лісі, поки пробудження вулкана не розігріло ґрунт.
Мурахи з'їдають ще декількох людей, зокрема хлопчика Скотта. Озброївшись вогнеметом, Джим і Лаура летять вертольотом на пляж, куди принесло колоди з корабля, щоб убити мурашину королеву. Мурахи нападають на Боба, що керував вертольотом. Намагаючись відбитися, пілот врізається в гору. Джим і Лаура опиняються в оточенні мурах і дістаються до каное, на якому вони спустяться вниз за течією. Подолавши водоспад, обоє знаходять мотоцикл і повертаються до міста.
Вони переконують Кроя евакуювати Берлі-Пайнс. Крой доручає місцевому індіанцю Сірому Вовку впоратися з евакуацією та каже своєму синові Чеду піти з ними. Фермер Мейнерд відмовляється покинути місто, попри вмовляння поліцейського Блаунта. В ході суперечки обоє опиняються заблоковані в сараї і мурахи з'їдають Мейнерда. Чед повертається до батька всупереч його наказу, щоб допомогти. У школі Джим і Лора створюють отруйну суміш, здатну вбити мурах, але мурахи атакують школу. Чед потрапляє в пастку в шкільному автобусі. Джим і Лора тікають на верхній поверх школи. Крой приїжджає на своїй вантажівці, і вони втікають, витративши більшу частину отрути. Але їм не вдається покинути місто, бо Сірий Вовк змушений підірвати динаміт завчасно, що руйнує дорогу.
Джим придумує підірвати місцеву дамбу та затопити все місто, щоб убити мурах. Джим і Лора дістають залишки динаміту Сірого Вовка та прямують до дамби. Вони залишають Чеда у вантажівці Кроя, поки закладають динаміт. Крой дає Джиму револьвер на випадок, якщо той опиниться у безвиході й захоче застрелитися. Сірий вовк надсилає вертоліт, щоб евакуювати Джима, Лору, Кроя та Чеда. Джим останній закладає динаміт і падає з дамби через землетрус, спричинений вулканом. Та перед вибухом Джиму все ж вдається вхопитися за вертоліт.
Дамба руйнується, вода затоплює всю низину, включаючи місто. Джим застерігає, що частина мурах могла вціліти та впасти в сплячку. Наприкінці виявляється, що королева мурах вижила.

## У ролях
- Ерік Лютс — Джим Конрад
- Джулія Кемпбелл — Лора Сілс
- Мітч Пілледжі — шериф Джеф Крой
- Джеремі Роулі — Чед Крой
- Білл Осборн — Дейв Блаунт
- Даллен Ґеттлінґ — Боб Гезард
- Патрік Фьюджіт — Скот Баунт
- Г. Е. Д. Редфорд — Мейнерд Перт
- Роб Ґрейнгіл — Мисливець
- Кім Ландрі — Сара

## Сприйняття
На агрегаторі рецензій Rotten Tomatoes фільм зібрав 20 % схвальних рецензій критиків. «Енциклопедія фантастичних фільмів» (англ. Encyclopedia of Fantastic Film) описала його як «стандартний НФ-фільм».